# Československá basketbalová liga 1959-1960
La Československá basketbalová liga 1959-1960 è stata la 32ª edizione del massimo campionato cecoslovacco di pallacanestro maschile. La vittoria finale è stata ad appannaggio dello Spartak Praga Sokolovo.

## Risultati

### Stagione regolare
|     | Squadra                | G  | V  | P  | PF   | PS   | Pt. | Qualificazione |
| --- | ---------------------- | -- | -- | -- | ---- | ---- | --- | -------------- |
| 1.  | Spartak Praga Sokolovo | 22 | 18 | 4  | 1754 | 1469 | 40  |                |
| 2.  | Spartak ZJŠ Brno       | 22 | 18 | 4  | 1805 | 1445 | 40  |                |
| 3.  | Sokol Ostrava          | 22 | 16 | 6  | 1788 | 1595 | 38  |                |
| 4.  | Slovan Orbis Praga     | 22 | 14 | 8  | 1630 | 1525 | 36  |                |
| 5.  | Dynamo Praga           | 22 | 12 | 10 | 1495 | 1441 | 34  |                |
| 6.  | Slovan Bratislava      | 22 | 11 | 11 | 1575 | 1590 | 33  |                |
| 7.  | Slávia Bratislava      | 22 | 10 | 12 | 1631 | 1663 | 32  |                |
| 8.  | Jednota Košice         | 22 | 9  | 13 | 1439 | 1578 | 31  |                |
| 9.  | ÚDA Praga              | 22 | 8  | 14 | 1535 | 1582 | 30  |                |
| 10. | Iskra Svit             | 22 | 8  | 14 | 1578 | 1664 | 30  |                |
| 11. | Slavoj Vyšehrad        | 22 | 5  | 17 | 1285 | 1515 | 27  | retrocesse     |
| 12. | Pezinok                | 22 | 2  | 20 | 1417 | 1869 | 24  | retrocesse     |

| Československá basketbalová liga 1959-1960 |
| ------------------------------------------ |
| Spartak Praga Sokolovo 2º titolo           |

## Formazione vincitrice
| N° | Naz.                      | Ruolo | Sportivo        |  | Alt. |  |
| -- | ------------------------- | ----- | --------------- |  | ---- |  |
|    | Cecoslovacchia (bandiera) |       | Jiří Baumruk    |  | 186  |  |
|    | Cecoslovacchia (bandiera) |       | Bohumil Tomášek |  | 199  |  |
|    | Cecoslovacchia (bandiera) |       | Milan Rojko     |  |      |  |
|    | Cecoslovacchia (bandiera) |       | Jindřich Kinský |  | 177  |  |
|    | Cecoslovacchia (bandiera) |       | Josef Ezr       |  |      |  |
|    | Cecoslovacchia (bandiera) |       | Miloš Pražák    |  |      |  |
|    | Cecoslovacchia (bandiera) |       | Vladimír Lodr   |  |      |  |
|    | Cecoslovacchia (bandiera) |       | Dušan Krásný    |  |      |  |
|    | Cecoslovacchia (bandiera) |       | Celestín Mrázek |  |      |  |
|    | Cecoslovacchia (bandiera) |       | Josef Kliner    |  |      |  |
|    | Cecoslovacchia (bandiera) |       | Slavoj Czesaný  |  |      |  |
|    | Cecoslovacchia (bandiera) |       | Josef Rotter    |  |      |  |
|    | Cecoslovacchia (bandiera) |       | Jiří Pietsch    |  |      |  |
|    | Cecoslovacchia (bandiera) | All.  | Josef Ezr       |  |      |  |

## Fonti
- Ing. Pavel Šimák: Historie československého basketbalu v číslech (1932-1985), Basketbalový svaz ÚV ČSTV, květen 1985, 174 stran
- Ing. Pavel Šimák: Historie československého basketbalu v číslech, II. část (1985-1992), Česká a slovenská basketbalová federace, březen 1993, 130 stran
- Juraj Gacík: Kronika československého a slovenského basketbalu (1919-1993), (1993-2000), vydáno 2000, 1. vyd, slovensky, BADEM, Žilina, 943 stran
- Jakub Bažant, Jiří Závozda: Nebáli se své odvahy, Československý basketbal v příbězích a faktech, 1. díl (1897-1993), 2014, Olympia, 464 stran